# Elecciones federales de Australia de 1906
La elección federal de Australia de 1906 para elegir a los miembros de la Cámara de Representantes de Australia y a 18 de los 36 miembros del Senado del Parlamento de Australia se celebró el 12 de diciembre. El primer ministro Alfred Deakin llevó al Partido Proteccionista a revalidar el gobierno al que habían accedido en 1905, a pesar de perder escaños y pasar a la tercera posición en escaños gracias a un acuerdo con el Partido Laborista de Chris Watson.
Estas fueron las terceras elecciones federales desde la fundación de la Federación de Australia. Al igual que en las dos anteriores, ningún partido pudo alcanzar la mayoría absoluta que le permitiera gobernar en solitario, lo que en la anterior legislatura provocó que se formaran cuatro gobiernos en los tres años que duró. El Partido Proteccionista pudo mantener el gobierno gracias al apoyo de los laboristas y la incapacidad del Partido Antisocialista de conformar una mayoría alternativa.
Durante la jornada electoral también se celebró el primer referéndum a nivel federal de la historia del país. La consulta versaba sobre si apoyar o rechazar que las elecciones al Senado se celebraran simultáneamente con la Cámara de Representantes o en fechas separadas. El referéndum fue aprobado por el 82,65% de los electores.